# Lejeunea adpressa
Lejeunea adpressa är en bladmossart som beskrevs av Christian Gottfried Daniel Nees von Esenbeck. Lejeunea adpressa ingår i släktet Lejeunea och familjen Lejeuneaceae. Inga underarter finns listade i Catalogue of Life.